# Česká hokejová extraliga 1993/1994
Česká hokejová extraliga 1993/1994 byla 1. ročníkem nejvyšší hokejové soutěže v České republice. Soutěže se zúčastnily všechny české týmy z minulého ročníku československé nejvyšší soutěže a dva vítězové semifinále minulého ročníku 1. ligy.

## Realizační tým a ostatní
Údaje v tabulce jsou platné k začátku soutěže.
| Klub                        | Hlavní trenér   | Kapitán           | Předchozí sezona (po ZČ) |
| --------------------------- | --------------- | ----------------- | ------------------------ |
| HC Chemopetrol Litvínov     | Ivan Hlinka     | Kamil Prachař     | Zlatá medaile            |
| HC Sparta Praha             | Pavel Wohl      | Richard Žemlička  | Stříbrná medaile         |
| HC Vítkovice                | Alois Hadamczik | Roman Ryšánek     | Bronzová medaile         |
| HC České Budějovice         | Jiří Vrba       | Roman Horák       | 4. místo                 |
| Poldi SONP Kladno           | Jan Neliba      | Josef Zajíc       | 5. místo                 |
| AC ZPS Zlín                 | Josef Augusta   | Josef Štraub      | 6. místo                 |
| HC Dukla Jihlava            | Jaroslav Holík  | Jiří Cihlář       | 7. místo                 |
| HC Olomouc                  | Jiří Matějů     | Miroslav Chalánek | 8. místo                 |
| HC Pardubice                | Zdeněk Uher     | Jiří Šejba        | 9. místo                 |
| HC Škoda Plzeň              | Pavel Soudský   | Ivan Vlček        | 10. místo                |
| HC Hradec Králové           | Karel Franěk    | Jiří Ševčík       | postup z 1. ligy         |
| HC Vajgar Jindřichův Hradec | Milan Kašpárek  | Rudolf Suchánek   | postup z 1. ligy         |

## Fakta
Celkové
- 1. ročník samostatné české nejvyšší hokejové soutěže
- Do tohoto ročníku soutěže postoupili oba finalisté 1. ligy – HC Stadion Hradec Králové a HC Vajgar Jindřichův Hradec z minulého ročníku (1992/1993 – finále se nehrálo), do připravované nejvyšší soutěže České republiky.
- Prolínací extraligová kvalifikace: získal HC Zbrojovka Vsetín 10 bodů, Slavia Praha 7 bodů a postoupili do extraligového ročníku 1994/1995 – HC Stadion Hradec Králové 4 body, HC Vajgar Jindřichův Hradec 3 body opustili extraligu

Klubové
- Vítěz základní části – Poldi SONP Kladno 56 bodů
- Nejvíce výher – Poldi SONP Kladno 24
- Nejméně proher – Poldi SONP Kladno 10
- Nejvíce vstřelených branek – Poldi SONP Kladno 182 branek
- Nejméně inkasovaných branek – HC České Budějovice 120 branek
- Vítěz playoff – HC Olomouc

Hráčské
- Nejlepší střelec základní části – Petr Kaňkovský (AC ZPS Zlín ) 29 branek
- Nejlepší nahrávač – Pavel Patera (Poldi SONP Kladno) 49 nahrávek
- Vítěz kanadského bodování – Pavel Patera (Poldi SONP Kladno) 60 bodů
- Nejproduktivnější junior – David Výborný (HC Sparta Praha) 38 bodů
- Nejtrestanější hráč – Josef Štraub (AC ZPS Zlín) 117 trestných minut
- Nejlepší statistika +/− – Martin Procházka (Poldi SONP Kladno) + 27
- Nejvyšší úspěšnost zákroků – Roman Turek (HC České Budějovice) 92,67 %
- Nejvyšší počet vychytaných nul – Pavel Cagaš (HC Olomouc) 4
- Nejnižší průměr inkasovaných branek – Pavel Cagaš (HC Olomouc) 2.10
- Nejvytíženější brankář na ledě – Vladimír Hudáček (HC Vajgar Jindřichův Hradec) 2945 minut
- Nejslušnější hráč – David Výborný (HC Sparta Praha)
- Nejlepší obránce – Jiří Vykoukal (HC Sparta Praha)
- Nejlepší brankář – Radovan Biegl (HC Pardubice)
- Nejlepší nováček – Milan Hejduk (HC Pardubice)
- Vítězný gól – Petr Tejkl (HC Olomouc)
- Nejlepší trenér – Marek Sýkora (HC Vítkovice)
- Nejlepší rozhodčí – Petr Bolina

### Systém soutěže
Všech 12 účastníků se v základní části utkalo čtyřkolově každý s každým. Prvních 8 celků postoupilo do čtvrtfinále play off, které se hrálo celé, kromě utkání o třetí místo, na tři vítězná utkání. Celky na 9. až 12. místě hrály sérii o udržení na 3 vítězná utkání. Poražení z této série hráli spolu se dvěma vítěznými semifinalisty 1. ligy čtyřčlennou baráž o extraligu.

## Konečná tabulka základní části
| Poř. | Tým                             | Z  | V  | Vp | R  | Pp | P  | Skóre   | B  |
| ---- | ------------------------------- | -- | -- | -- | -- | -- | -- | ------- | -- |
| 1.   | Poldi SONP Kladno               | 44 | 24 | 0  | 8  | 2  | 10 | 182:151 | 56 |
| 2.   | HC České Budějovice             | 44 | 23 | 0  | 6  | 1  | 14 | 163:120 | 52 |
| 3.   | HC Vítkovice                    | 44 | 19 | 0  | 11 | 1  | 13 | 162:138 | 49 |
| 4.   | AC ZPS Zlín                     | 44 | 17 | 4  | 7  | 0  | 16 | 154:163 | 49 |
| 5.   | HC Sparta Praha                 | 44 | 21 | 0  | 6  | 1  | 16 | 162:129 | 48 |
| 6.   | HC Pardubice                    | 44 | 22 | 0  | 4  | 2  | 16 | 142:128 | 48 |
| 7.   | HC Olomouc (C)                  | 44 | 17 | 2  | 7  | 0  | 18 | 116:123 | 45 |
| 8.   | HC Chemopetrol Litvínov         | 44 | 16 | 2  | 8  | 0  | 18 | 161:154 | 44 |
| 9.   | HC Škoda Plzeň                  | 44 | 14 | 1  | 8  | 1  | 20 | 132:140 | 38 |
| 10.  | HC Dukla Jihlava                | 44 | 16 | 0  | 6  | 0  | 22 | 131:143 | 38 |
| 11.  | HC Stadion Hradec Králové (N)   | 44 | 12 | 0  | 11 | 1  | 20 | 133:163 | 35 |
| 12.  | HC Vajgar Jindřichův Hradec (N) | 44 | 9  | 1  | 6  | 1  | 27 | 107:193 | 26 |

Poznámky:
- (C) = držitel mistrovského titulu, (N) = nováček (minulou sezónu hrál nižší soutěž a postoupil)

## Pavouk play off
|  | Čtvrtfinále             | Čtvrtfinále     |                   |   | Semifinále | Semifinále |  |  | Finále | Finále |
|  |                         |                 |                   |   |            |            |  |  |        |        |
|  |                         |                 |                   |   |            |            |  |  |        |        |
|  | Poldi SONP Kladno       | 3               |                   |   |            |            |  |  |        |        |
|  | Poldi SONP Kladno       | 3               |                   |   |            |            |  |  |        |        |
|  | HC Chemopetrol Litvínov | 1               |                   |   |            |            |  |  |        |        |
|  | HC Chemopetrol Litvínov | 1               | Poldi SONP Kladno | 2 |            |            |  |  |        |        |
|  |                         |                 | Poldi SONP Kladno | 2 |            |            |  |  |        |        |
|  |                         | HC Olomouc      | 3                 |   |            |            |  |  |        |        |
|  | HC České Budějovice     | HC Olomouc      | 3                 | 0 |            |            |  |  |        |        |
|  | HC České Budějovice     |                 |                   | 0 |            |            |  |  |        |        |
|  | HC Olomouc              | 3               |                   |   |            |            |  |  |        |        |
|  | HC Olomouc              | 3               | HC Olomouc        | 3 |            |            |  |  |        |        |
|  |                         |                 | HC Olomouc        | 3 |            |            |  |  |        |        |
|  |                         | HC Pardubice    | 1                 |   |            |            |  |  |        |        |
|  | HC Vítkovice            | HC Pardubice    | 1                 | 2 |            |            |  |  |        |        |
|  | HC Vítkovice            |                 |                   | 2 |            |            |  |  |        |        |
|  | HC Pardubice            | 3               |                   |   |            |            |  |  |        |        |
|  | HC Pardubice            | 3               | HC Pardubice      | 3 |            |            |  |  |        |        |
|  |                         |                 | HC Pardubice      | 3 |            |            |  |  |        |        |
|  |                         | HC Sparta Praha | 0                 |   |            |            |  |  |        |        |
|  | AC ZPS Zlín             | HC Sparta Praha | 0                 | 0 |            |            |  |  |        |        |
|  | AC ZPS Zlín             |                 |                   | 0 |            |            |  |  |        |        |
|  | HC Sparta Praha         | 3               |                   |   |            |            |  |  |        |        |
|  | HC Sparta Praha         | 3               |                   |   |            |            |  |  |        |        |

V play-off hrál výše postavený celek 1., 2. a 5. utkání doma. V sérii o 3. místo hrál výše postavený celek 1. a 3. utkání doma.

## Čtvrtfinále

### První čtvrtfinále
1. utkání
|  | Poldi SONP Kladno | 4 - 5         | HC Chemopetrol Litvínov |  |
|  | Poldi SONP Kladno | (1:1,3:2,0:2) | HC Chemopetrol Litvínov |  |

| Souhrn zápasu Report | Souhrn zápasu Report                                                     | Souhrn zápasu Report | Souhrn zápasu Report                                                               | Souhrn zápasu Report                                      |
| -------------------- | ------------------------------------------------------------------------ | -------------------- | ---------------------------------------------------------------------------------- | --------------------------------------------------------- |
|                      | 20. Josef Zajíc 30. Otakar Vejvoda 35. David Čermák 36. Martin Procházka |                      | 4. Jan Vopat 23. Radek Šulc 26. Václav Nedomanský 41. Robert Kysela 57. Jan Čaloun | Rozhodčí: Ladislav Vokurka - Milan Kolísek, Pavel Sirotek |

2. utkání
|  | Poldi SONP Kladno | 3 - 2         | HC Chemopetrol Litvínov |  |
|  | Poldi SONP Kladno | (2:1,0:1,1:0) | HC Chemopetrol Litvínov |  |

| Souhrn zápasu Report | Souhrn zápasu Report                                  | Souhrn zápasu Report | Souhrn zápasu Report            | Souhrn zápasu Report                                    |
| -------------------- | ----------------------------------------------------- | -------------------- | ------------------------------- | ------------------------------------------------------- |
|                      | 6. Jiří Beránek 10. Martin Procházka 59. David Čermák |                      | 17. Kamil Kašťák 30. Jan Čaloun | Rozhodčí: Ondřej Fraňo - Alexandr Fedoročko, Jiří Pešan |

3. utkání
|  | HC Chemopetrol Litvínov | 1 - 4         | Poldi SONP Kladno |  |
|  | HC Chemopetrol Litvínov | (1:1,0:1,0:2) | Poldi SONP Kladno |  |

| Souhrn zápasu Report | Souhrn zápasu Report | Souhrn zápasu Report | Souhrn zápasu Report                                           | Souhrn zápasu Report                                   |
| -------------------- | -------------------- | -------------------- | -------------------------------------------------------------- | ------------------------------------------------------ |
|                      | 19. Robert Kysela    |                      | 8. Milan Ruchař 31. Petr Ton 54. Jan Kruliš 60. Otakar Vejvoda | Rozhodčí: Ladislav Vokurka - Miloš Bádal, Roman Pouzar |

4. utkání
|  | HC Chemopetrol Litvínov | 2 - 7         | Poldi SONP Kladno |  |
|  | HC Chemopetrol Litvínov | (0:2,0:4,2:1) | Poldi SONP Kladno |  |

| Souhrn zápasu Report | Souhrn zápasu Report          | Souhrn zápasu Report | Souhrn zápasu Report                                                                                           | Souhrn zápasu Report                                  |
| -------------------- | ----------------------------- | -------------------- | --- | ----------------------------------------------------- |
|                      | 47. Petr Molnár 59. Jan Alinč |                      | 3. a 33. Josef Zajíc 18. David Čermák 30. Otakar Vejvoda 36. Jiří Veber 40. František Kaberle 41. Milan Ruchař | Rozhodčí: František Rejthar - Jiří Pešan, Jan Padevět |

- Vítěz Poldi SONP Kladno 3:1 na zápasy

### Druhé čtvrtfinále
1. utkání
|  | HC České Budějovice | 1 - 3         | HC Olomouc |  |
|  | HC České Budějovice | (0:0,0:2,1:1) | HC Olomouc |  |

| Souhrn zápasu Report | Souhrn zápasu Report | Souhrn zápasu Report | Souhrn zápasu Report                            | Souhrn zápasu Report                                           |
| -------------------- | -------------------- | -------------------- | ----------------------------------------------- | -------------------------------------------------------------- |
|                      | 57. Roman Horák      |                      | 26. Pavel Nohel 37. Jiří Dopita 53. Aleš Flašar | Rozhodčí: František Rejthar - Jiří Brunclík, Ladislav Rouspetr |

2. utkání
|  | HC České Budějovice | 2 - 5         | HC Olomouc |  |
|  | HC České Budějovice | (2:3,0:1,0:1) | HC Olomouc |  |

| Souhrn zápasu Report | Souhrn zápasu Report            | Souhrn zápasu Report | Souhrn zápasu Report                                                                  | Souhrn zápasu Report                                   |
| -------------------- | ------------------------------- | -------------------- | ------------------------------------------------------------------------------------- | ------------------------------------------------------ |
|                      | 3. Ondřej Vošta 14. Roman Božek |                      | 18. a 42. Milan Navrátil 2. Miroslav Chalánek 11. Zdeněk Eichenmann 23. Martin Smeták | Rozhodčí: Tomáš Machač - Vilém Cambal, Michal Unzeitig |

3. utkání
|  | HC Olomouc | 4 - 2         | HC České Budějovice |  |
|  | HC Olomouc | (1:1,0:1,3:0) | HC České Budějovice |  |

| Souhrn zápasu Report | Souhrn zápasu Report                                                      | Souhrn zápasu Report | Souhrn zápasu Report             | Souhrn zápasu Report                                          |
| -------------------- | ------------------------------------------------------------------------- | -------------------- | -------------------------------- | ------------------------------------------------------------- |
|                      | 15. Jan Vavrečka 43. Jiří Dopita 48. Josef Řezníček 58. Zdeněk Eichenmann |                      | 20. Roman Horák 31. Radek Ťoupal | Rozhodčí: František Rejthar - Josef Furmánek, Miroslav Lipina |

- Vítěz HC Olomouc 3:0 na zápasy

### Třetí čtvrtfinále
1. utkání
|  | HC Vítkovice | 5 - 4         | HC Pardubice |  |
|  | HC Vítkovice | (0:1,4:0,1:3) | HC Pardubice |  |

| Souhrn zápasu Report | Souhrn zápasu Report                                                                       | Souhrn zápasu Report | Souhrn zápasu Report                                                         | Souhrn zápasu Report                                   |
| -------------------- | ------------------------------------------------------------------------------------------ | -------------------- | ---------------------------------------------------------------------------- | ------------------------------------------------------ |
|                      | 25. Roman Kaděra 25. Václav Varaďa 39. Jan Peterek 40. Antonín Plánovský 47. Roman Ryšánek |                      | 10. David Pospíšil 46. Stanislav Procházka 58. Richard Král 59. Milan Hejduk | Rozhodčí: Ivo Haber - Miroslav Dvořák, Radovan Křivský |

2. utkání
|  | HC Vítkovice | 2 - 5         | HC Pardubice |  |
|  | HC Vítkovice | (1:1,1:2,0:2) | HC Pardubice |  |

| Souhrn zápasu Report | Souhrn zápasu Report           | Souhrn zápasu Report | Souhrn zápasu Report                                                            | Souhrn zápasu Report                                   |
| -------------------- | ------------------------------ | -------------------- | ------------------------------------------------------------------------------- | ------------------------------------------------------ |
|                      | 12. Aleš Badal 25. Jan Peterek |                      | 5. a 33. Richard Král 32. Milan Hejduk 51. Stanislav Procházka 58. Martin Filip | Rozhodčí: Martin Homola - Jaromír Brázdil, Pavel Halas |

3. utkání
|  | HC Pardubice | 2 - 1 SN          | HC Vítkovice |  |
|  | HC Pardubice | (1:1,0:0,0:0,0:0) | HC Vítkovice |  |

| Souhrn zápasu Report | Souhrn zápasu Report                          | Souhrn zápasu Report | Souhrn zápasu Report | Souhrn zápasu Report                                 |
| -------------------- | --------------------------------------------- | -------------------- | -------------------- | ---------------------------------------------------- |
|                      | 15. Richard Král Milan Hejduk rozhodujícím SN |                      | 1. Miloš Holaň       | Rozhodčí: Ivo Haber - Alexandr Fedoročko, Jiří Pešan |

4. utkání
|  | HC Pardubice | 4 - 5 PP          | HC Vítkovice |  |
|  | HC Pardubice | (2:3,2:0,0:1,0:1) | HC Vítkovice |  |

| Souhrn zápasu Report | Souhrn zápasu Report                                     | Souhrn zápasu Report | Souhrn zápasu Report                                                              | Souhrn zápasu Report                                     |
| -------------------- | -------------------------------------------------------- | -------------------- | --------------------------------------------------------------------------------- | -------------------------------------------------------- |
|                      | 6. a 8. David Pospíšil 33. Milan Hejduk 35. Richard Král |                      | 3. Oļegs Znaroks 4. Lumír Kotala 9. Miloš Holaň 59. Pavel Zdráhal 66. Petr Sikora | Rozhodčí: Ladislav Vokurka - Václav Český, Milan Kolísek |

5. utkání
|  | HC Vítkovice | 1 - 3         | HC Pardubice |  |
|  | HC Vítkovice | (0:0,0:1,1:2) | HC Pardubice |  |

| Souhrn zápasu Report | Souhrn zápasu Report | Souhrn zápasu Report | Souhrn zápasu Report                                     | Souhrn zápasu Report                            |
| -------------------- | -------------------- | -------------------- | -------------------------------------------------------- | ----------------------------------------------- |
|                      | 59. Daniel Kysela    |                      | 24. David Pospíšil 43. Jiří Jiroutek 49. Ladislav Lubina | Rozhodčí: Ivo Haber - Miloš Bádal, Roman Pouzar |

- Vítěz HC Pardubice 3:2 na zápasy

### Čtvrté čtvrtfinále
1. utkání
|  | AC ZPS Zlín | 2 - 3         | HC Sparta Praha |  |
|  | AC ZPS Zlín | (1:2,1:0,0:1) | HC Sparta Praha |  |

| Souhrn zápasu Report | Souhrn zápasu Report           | Souhrn zápasu Report | Souhrn zápasu Report                                          | Souhrn zápasu Report                                 |
| -------------------- | ------------------------------ | -------------------- | ------------------------------------------------------------- | ---------------------------------------------------- |
|                      | 3. Zdeněk Okál 26. Pavel Janků |                      | 11. Richard Žemlička 19. Vladimír Petrovka 52. Pavel Táborský | Rozhodčí: Ivo Kuba - Josef Furmánek, Miroslav Lipina |

2. utkání
|  | AC ZPS Zlín | 3 - 5         | HC Sparta Praha |  |
|  | AC ZPS Zlín | (1:0,1:3,1:2) | HC Sparta Praha |  |

| Souhrn zápasu Report | Souhrn zápasu Report                               | Souhrn zápasu Report | Souhrn zápasu Report                                                           | Souhrn zápasu Report                                |
| -------------------- | -------------------------------------------------- | -------------------- | ------------------------------------------------------------------------------ | --------------------------------------------------- |
|                      | 8. Jan Krajíček 25. Petr Kaňkovský 46. Pavel Janků |                      | 28. a 56. Pavel Geffert 35. Milan Kastner 36. Pavel Táborský 51. David Výborný | Rozhodčí: Petr Bolina - Roman Frühauf, Tomáš Průcha |

3. utkání
|  | HC Sparta Praha | 10 - 0        | AC ZPS Zlín |  |
|  | HC Sparta Praha | (5:0,3:0,2:0) | AC ZPS Zlín |  |

| Souhrn zápasu Report | Souhrn zápasu Report | Souhrn zápasu Report | Souhrn zápasu Report | Souhrn zápasu Report                                  |
| -------------------- | --- | -------------------- | -------------------- | ----------------------------------------------------- |
|                      | 3. a 18. Pavel Geffert 15. a 48. David Výborný 7. Jiří Vykoukal 9. Jaromír Kverka 26. Luboš Pázler 31. Milan Kastner 39. Jiří Zelenka 49. Vladimír Petrovka |                      |                      | Rozhodčí: Ivo Kuba - Jiří Brunclík, Ladislav Rouspetr |

- Vítěz HC Sparta Praha 3:0 na zápasy

## Semifinále

### První semifinále
1. utkání
|  | Poldi SONP Kladno | 4 - 1         | HC Olomouc |  |
|  | Poldi SONP Kladno | (2:0,1:1,1:0) | HC Olomouc |  |

| Souhrn zápasu Report | Souhrn zápasu Report                                   | Souhrn zápasu Report | Souhrn zápasu Report | Souhrn zápasu Report                                           |
| -------------------- | ------------------------------------------------------ | -------------------- | -------------------- | -------------------------------------------------------------- |
|                      | 7. a 33. Pavel Patera 6. Radek Gardoň 59. Jiří Beránek |                      | 38. Igor Čikl        | Rozhodčí: František Rejthar - Jiří Brunclík, Ladislav Rouspetr |

2. utkání
|  | Poldi SONP Kladno | 4 - 1         | HC Olomouc |  |
|  | Poldi SONP Kladno | (0:1,2:0,2:0) | HC Olomouc |  |

| Souhrn zápasu Report | Souhrn zápasu Report                                            | Souhrn zápasu Report | Souhrn zápasu Report  | Souhrn zápasu Report                                        |
| -------------------- | --------------------------------------------------------------- | -------------------- | --------------------- | ----------------------------------------------------------- |
|                      | 27. Otakar Vejvoda 31. David Čermák 50. Petr Ton 55. Jan Kruliš |                      | 15. Zdeněk Eichenmann | Rozhodčí: Ladislav Vokurka - Alexandr Fedoročko, Jiří Pešan |

3. utkání
|  | HC Olomouc | 5 - 4         | Poldi SONP Kladno |  |
|  | HC Olomouc | (3:0,1:3,1:1) | Poldi SONP Kladno |  |

| Souhrn zápasu Report | Souhrn zápasu Report                                                                 | Souhrn zápasu Report | Souhrn zápasu Report                                               | Souhrn zápasu Report                                       |
| -------------------- | ------------------------------------------------------------------------------------ | -------------------- | ------------------------------------------------------------------ | ---------------------------------------------------------- |
|                      | 2. Igor Čikl 11. Milan Navrátil 12. Petr Tejkl 29. Miroslav Chalánek 55. Aleš Flašar |                      | 25. Radek Gardoň 32. Josef Zajíc 37. Otakar Vejvoda 49. Petr Kasík | Rozhodčí: František Rejthar - Jaromír Brázdil, Pavel Halas |

4. utkání
|  | HC Olomouc | 6 - 3         | Poldi SONP Kladno |  |
|  | HC Olomouc | (3:1,0:0,3:2) | Poldi SONP Kladno |  |

| Souhrn zápasu Report | Souhrn zápasu Report                                                                         | Souhrn zápasu Report | Souhrn zápasu Report                                | Souhrn zápasu Report                                     |
| -------------------- | -------------------------------------------------------------------------------------------- | -------------------- | --------------------------------------------------- | -------------------------------------------------------- |
|                      | 52. a 55. Jiří Dopita 11. Michal Slavík 18. Jiří Kuntoš 20. Milan Navrátil 47. Jaromír Látal |                      | 16. David Čermák 45. Petr Kasík 58. Tomáš Mikolášek | Rozhodčí: Ladislav Vokurka - Václav Český, Milan Kolísek |

5. utkání
|  | HC Kladno | 5 - 6 SN          | HC Olomouc |  |
|  | HC Kladno | (4:4,0:1,1:0,0:0) | HC Olomouc |  |

| Souhrn zápasu Report | Souhrn zápasu Report                                                   | Souhrn zápasu Report | Souhrn zápasu Report                                                                                   | Souhrn zápasu Report                                           |
| -------------------- | ---------------------------------------------------------------------- | -------------------- | --- | -------------------------------------------------------------- |
|                      | 9. a 52. Josef Zajíc 4. Patrik Eliáš 18. Pavel Patera 19. Jiří Beránek |                      | 5. a 7. Zdeněk Eichenmann 2. Martin Smeták 12. Aleš Flašar 31. Michal Černý Jiří Dopita rozhodující SN | Rozhodčí: František Rejthar - Jiří Brunclík, Ladislav Rouspetr |

- Vítěz HC Olomouc 3:2 na zápasy

### Druhé semifinále
1. utkání
|  | HC Sparta Praha | 2 - 3 SN          | HC Pardubice |  |
|  | HC Sparta Praha | (0:0,2:1,0:1,0:0) | HC Pardubice |  |

| Souhrn zápasu Report | Souhrn zápasu Report               | Souhrn zápasu Report | Souhrn zápasu Report                                             | Souhrn zápasu Report                                |
| -------------------- | ---------------------------------- | -------------------- | ---------------------------------------------------------------- | --------------------------------------------------- |
|                      | 28. Jiří Zelenka 40. David Výborný |                      | 28. Milan Hejduk 49. Robert Vršanský Richard Král rozhodující SN | Rozhodčí: Petr Bolina - Václav Český, Milan Kolísek |

2. utkání
|  | HC Sparta Praha | 0 - 1         | HC Pardubice |  |
|  | HC Sparta Praha | (0:1,0:0,0:0) | HC Pardubice |  |

| Souhrn zápasu Report | Souhrn zápasu Report | Souhrn zápasu Report | Souhrn zápasu Report | Souhrn zápasu Report                                 |
| -------------------- | -------------------- | -------------------- | -------------------- | ---------------------------------------------------- |
|                      |                      |                      | 16. Tomáš Bartoška   | Rozhodčí: Ivo Kuba - Josef Frumánek, Miroslav Lipina |

3. utkání
|  | HC Pardubice | 2 - 1 SN          | HC Sparta Praha |  |
|  | HC Pardubice | (1:1,0:0,0:0,0:0) | HC Sparta Praha |  |

| Souhrn zápasu Report | Souhrn zápasu Report                          | Souhrn zápasu Report | Souhrn zápasu Report | Souhrn zápasu Report                                  |
| -------------------- | --------------------------------------------- | -------------------- | -------------------- | ----------------------------------------------------- |
|                      | 2. Richard Král David Pospíšil rozhodující SN |                      | 20. Jiří Hlinka      | Rozhodčí: Petr Bolina - Vilém Cambal, Michal Unzeitig |

- Vítěz HC Pardubice 3:0 na zápasy

## O 3. místo
1. utkání
|  | HC Sparta Praha | 3 - 9         | Poldi SONP Kladno |  |
|  | HC Sparta Praha | (2:4,1:1,0:4) | Poldi SONP Kladno |  |

| Souhrn zápasu Report | Souhrn zápasu Report       | Souhrn zápasu Report | Souhrn zápasu Report                                                                                                  | Souhrn zápasu Report                                          |
| -------------------- | -------------------------- | -------------------- | --- | ------------------------------------------------------------- |
|                      | 2., 14. a 28. Jiří Zelenka |                      | 3. a 18. Pavel Patera 14. a 35. David Čermák 41. a 56. Otakar Vejvoda 3. Jiří Beránek 51. Miloš Kajer 52. Josef Zajíc | Rozhodčí: František Rejthar - Stanislav Barvíř, Pavel Sirotek |

2. utkání
|  | HC Kladno | 7 - 5         | HC Sparta Praha |  |
|  | HC Kladno | (1:2,4:2,2:1) | HC Sparta Praha |  |

| Souhrn zápasu Report | Souhrn zápasu Report                                                                                          | Souhrn zápasu Report | Souhrn zápasu Report                                                        | Souhrn zápasu Report                                      |
| -------------------- | --- | -------------------- | --------------------------------------------------------------------------- | --------------------------------------------------------- |
|                      | 11. a 58. David Čermák 27. Jiří Beránek 30. Patrik Eliáš 38. Drahomír Kadlec 40. Radek Gardoň 59. Josef Zajíc |                      | 25. a 31. Tomáš Jelínek 1. Petr Hrbek 10. Pavel Táborský 42. Zbyněk Kukačka | Rozhodčí: Oldřich Brada - Josef Furmánek, Miroslav Lipina |

## Finále
1. utkání
|  | HC Pardubice | 3 - 2 SN          | HC Olomouc |  |
|  | HC Pardubice | (1:0,0:2,1:0,0:0) | HC Olomouc |  |

| Souhrn zápasu Report | Souhrn zápasu Report                                                     | Souhrn zápasu Report | Souhrn zápasu Report                | Souhrn zápasu Report                              |
| -------------------- | ------------------------------------------------------------------------ | -------------------- | ----------------------------------- | ------------------------------------------------- |
|                      | 15:33 David Pospíšil 55:09 Radek Měsíček David Pospíšil - rozhodující SN |                      | 25:06 Igor Čikl 34:08 Martin Smeták | Rozhodčí: Ivo Haber - Václav Český, Milan Kolísek |

2. utkání
|  | HC Pardubice | 1 - 2 SN                                    | HC Olomouc |  |
|  | HC Pardubice | (0:0,0:0,1:1,0:0) Neuvěřitelných 30 nájezdů | HC Olomouc |  |

| Souhrn zápasu Report | Souhrn zápasu Report | Souhrn zápasu Report | Souhrn zápasu Report                                 | Souhrn zápasu Report                                         |
| -------------------- | -------------------- | -------------------- | ---------------------------------------------------- | ------------------------------------------------------------ |
|                      | 41:25 Martin Sekera  |                      | 47:41 Aleš Flašar Zdeněk Eichenmann - rozhodující SN | Rozhodčí: Ladislav Vokurka - Josef Furmánek, Miroslav Lipina |

3. utkání
|  | HC Olomouc | 5 - 2         | HC Pardubice |  |
|  | HC Olomouc | (0:1,3:1,2:0) | HC Pardubice |  |

| Souhrn zápasu Report | Souhrn zápasu Report                                                                         | Souhrn zápasu Report | Souhrn zápasu Report                   | Souhrn zápasu Report                                     |
| -------------------- | -------------------------------------------------------------------------------------------- | -------------------- | -------------------------------------- | -------------------------------------------------------- |
|                      | 24:15 Josef Řezníček 29:24 Igor Čikl 35:59 Milan Navrátil 48:37 Pavel Nohel 58 Michal Slavík |                      | 17:12 Radek Měsíček 23:04 Richard Král | Rozhodčí: Petr Bolina - Jiří Brunclík, Ladislav Rouspetr |

4. utkání
|  | HC Olomouc | 2 - 1         | HC Pardubice |  |
|  | HC Olomouc | (2:1,0:0,0:0) | HC Pardubice |  |

| Souhrn zápasu Report | Souhrn zápasu Report                 | Souhrn zápasu Report | Souhrn zápasu Report | Souhrn zápasu Report                                       |
| -------------------- | ------------------------------------ | -------------------- | -------------------- | ---------------------------------------------------------- |
|                      | 4:30 Milan Navrátil 18:28 Petr Tejkl |                      | 19:10 Jiří Jiroutek  | Rozhodčí: František Rejthar - Jaromír Brázdil, Pavel Halas |

- Vítěz HC Olomouc 3:1 na zápasy nad HC Pardubice

## O udržení
| Datum utkání | Domácí                      | Hosté                       | Výsledek | Třetiny           | Report | Hlavní Rozhodčí | Čároví rozhodčí                 |
| 16. března   | HC Škoda Plzeň              | HC Vajgar Jindřichův Hradec | 5:1      | (2:0,3:0,0:1)     |        | Dalibor Pasker  | Alexandr Fedoročko, Jan Padevět |
| 17. března   | HC Škoda Plzeň              | HC Vajgar Jindřichův Hradec | 4:3 PP   | (0:0,3:1,0:2,1:0) |        | Oldřich Brada   | Václav Český, Pavel Sirotek     |
| 20. března   | HC Vajgar Jindřichův Hradec | HC Škoda Plzeň              | 1:0      | (1:0,0:0,0:0)     |        | Dalibor Pasker  | Jaromír Brázdil, Pavel Halas    |
| 21. března   | HC Vajgar Jindřichův Hradec | HC Škoda Plzeň              | 2:3 SN   | (1:0,0:0,1:2,0:0) |        | Oldřich Brada   | Vilém Cambal, Michal Unzeitig   |

Vítěz HC Škoda Plzeň 3:1 na zápasy
| Datum utkání | Domácí                    | Hosté                     | Výsledek | Třetiny       | Report     |                  |                           |     |               |  |
| ------------ | ------------------------- | ------------------------- | -------- | ------------- | ---------- | ---------------- | ------------------------- | --- | ------------- |  |
| Datum utkání | Domácí                    | Hosté                     | Výsledek | Třetiny       | 16. března | HC Dukla Jihlava | HC Stadion Hradec Králové | 6:3 | (1:1,3:1,2:1) |  |
| 17. března   | HC Dukla Jihlava          | HC Stadion Hradec Králové | 3:1      | (1:1,1:0,1:0) |            |                  |                           |     |               |  |
| 20. března   | HC Stadion Hradec Králové | HC Dukla Jihlava          | 3:1      | (2:1,1:0,0:0) |            |                  |                           |     |               |  |
| 21. března   | HC Stadion Hradec Králové | HC Dukla Jihlava          | 4:7      | (2:2,1:1,1:4) |            |                  |                           |     |               |  |

- Vítěz HC Dukla Jihlava 3:1 na zápasy
- Týmy HC Vajgar Jindřichův Hradec a HC Stadion Hradec Králové musely svoji extraligovou příslušnost hájit v baráži o extraligu.

## Baráž o extraligu
| Poř. | Tým                         | Z | V | R | P | VG | OG | B  |
| ---- | --------------------------- | - | - | - | - | -- | -- | -- |
| 1.   | HC Zbrojovka Vsetín         | 6 | 4 | 2 | 0 | 29 | 13 | 10 |
| 2.   | HC Slavia Praha             | 6 | 3 | 1 | 2 | 21 | 21 | 7  |
| 3.   | HC Stadion Hradec Králové   | 6 | 1 | 2 | 3 | 17 | 21 | 4  |
| 4.   | HC Vajgar Jindřichův Hradec | 6 | 1 | 1 | 4 | 17 | 29 | 3  |

| Datum utkání          | Domácí                      | Hosté                       | Výsledek | Třetiny         | Report                |                             |                           |     |                 |  |
| --------------------- | --------------------------- | --------------------------- | -------- | --------------- | --------------------- | --------------------------- | ------------------------- | --- | --------------- |  |
| Datum utkání          | Domácí                      | Hosté                       | Výsledek | Třetiny         | 1. zápas (25. března) | HC Vajgar Jindřichův Hradec | HC Stadion Hradec Králové | 2:2 | (1:1, 0:0, 1:1) |  |
| 2. zápas (25. března) | HC Zbrojovka Vsetín         | HC Slavia Praha             | 3:0      | (2:0, 1:0, 0:0) |                       |                             |                           |     |                 |  |
| 3. zápas (28. března) | HC Zbrojovka Vsetín         | HC Vajgar Jindřichův Hradec | 7:2      | (4:1, 3:0, 0:1) |                       |                             |                           |     |                 |  |
| 4. zápas (28. března) | HC Slavia Praha             | HC Stadion Hradec Králové   | 4:2      | (0:0, 4:2, 0:0) |                       |                             |                           |     |                 |  |
| 5. zápas (1. dubna)   | HC Vajgar Jindřichův Hradec | HC Slavia Praha             | 5:3      | (3:0, 1:1, 1:2) |                       |                             |                           |     |                 |  |
| 6. zápas (1. dubna)   | HC Stadion Hradec Králové   | HC Zbrojovka Vsetín         | 1:1      | (1:1, 0:0, 0:0) |                       |                             |                           |     |                 |  |
| 7. zápas (4. dubna)   | HC Stadion Hradec Králové   | HC Vajgar Jindřichův Hradec | 6:1      | (3:0, 1:1, 2:0) |                       |                             |                           |     |                 |  |
| 8. zápas (4. dubna)   | HC Slavia Praha             | HC Zbrojovka Vsetín         | 4:4      | (2:2, 2:2, 0:0) |                       |                             |                           |     |                 |  |
| 9. zápas (7. dubna)   | HC Stadion Hradec Králové   | HC Slavia Praha             | 5:6      | (1:3, 2:2, 2:1) |                       |                             |                           |     |                 |  |
| 10. zápas (7. dubna)  | HC Vajgar Jindřichův Hradec | HC Zbrojovka Vsetín         | 5:7      | (1:2, 2:4, 2:1) |                       |                             |                           |     |                 |  |
| 11. zápas (10. dubna) | HC Slavia Praha             | HC Vajgar Jindřichův Hradec | 4:2      | (1:1, 2:0, 1:1) |                       |                             |                           |     |                 |  |
| 12. zápas (10. dubna) | HC Zbrojovka Vsetín         | HC Stadion Hradec Králové   | 7:1      | (4:0, 1:0, 2:1) |                       |                             |                           |     |                 |  |

HC Zbrojovka Vsetín spolu se HC Slavia Praha postoupil do dalšího ročníku Extraligy, zatímco týmy HC Stadion Hradec Králové a HC Vajgar Jindřichův Hradec sestoupily do 1. ligy.

## Nejproduktivnější hráči základní části
Toto je konečné pořadí hráčů podle dosažených bodů. Za jeden vstřelený gól nebo přihrávku na gól hráč získal jeden bod.
| Poř. | Hráč              | Tým                 | Z  | G  | A  | B  | TM | +/- |
| ---- | ----------------- | ------------------- | -- | -- | -- | -- | -- | --- |
| 1.   | Pavel Patera      | Poldi SONP Kladno   | 43 | 21 | 40 | 61 | 22 | 12  |
| 2.   | Roman Horák       | HC České Budějovice | 43 | 28 | 30 | 58 | 32 | 24  |
| 3.   | Pavel Geffert     | HC Sparta Praha     | 42 | 25 | 31 | 56 | 16 | 15  |
| 4.   | Petr Kaňkovský    | AC ZPS Zlín         | 43 | 29 | 24 | 53 | 72 | -1  |
| 5.   | Richard Král      | HC Pardubice        | 42 | 25 | 27 | 52 | 28 | 8   |
| 6.   | Viktor Ujčík      | HC Dukla Jihlava    | 44 | 17 | 30 | 47 | 24 | 4   |
| 7.   | Radek Gardoň      | HC Rabat Kladno     | 37 | 21 | 25 | 46 | 18 | 14  |
| 8.   | Milan Kastner     | HC Sparta Praha     | 38 | 19 | 27 | 46 | 30 | 15  |
| 9.   | Vladimír Petrovka | HC Sparta Praha     | 40 | 20 | 25 | 45 | 22 | 9   |
| 10.  | Josef Zajíc       | Poldi SONP Kladno   | 41 | 17 | 27 | 44 | 67 | 5   |

## Nejproduktivnější hráči play-off
Toto je konečné pořadí hráčů podle dosažených bodů. Za jeden vstřelený gól nebo přihrávku na gól hráč získal jeden bod.
| Poř. | Hráč              | Tým                 | Z  | G | A  | B  | TM | +/- |
| ---- | ----------------- | ------------------- | -- | - | -- | -- | -- | --- |
| 1.   | Josef Zajíc       | Poldi SONP Kladno   | 11 | 8 | 8  | 16 | 28 | 5   |
| 2.   | Otakar Vejvoda    | HC Rabat Kladno     | 11 | 6 | 10 | 16 | 4  | 7   |
| 3.   | Radek Gardoň      | Poldi SONP Kladno   | 11 | 4 | 12 | 16 | 6  | 0   |
| 4.   | David Čermák      | Poldi SONP Kladno   | 11 | 9 | 6  | 15 | 16 | 3   |
| 5.   | Pavel Patera      | Poldi SONP Kladno   | 11 | 5 | 10 | 15 | 8  | 9   |
| 6.   | Jiří Dopita       | HC Olomouc          | 12 | 5 | 7  | 12 | 14 | 2   |
| 7.   | David Pospíšil    | HC Dynamo Pardubice | 10 | 8 | 3  | 11 | 4  | 4   |
| 8.   | Michal Slavík     | HC Olomouc          | 12 | 2 | 9  | 11 | 10 | 1   |
| 9.   | Richard Král      | HC Dynamo Pardubice | 12 | 7 | 3  | 10 | 4  | 5   |
| 10.  | Miroslav Chalánek | HC Olomouc          | 12 | 2 | 8  | 10 | 8  | 3   |

| Umístění         | Mužstvo           | Hráči |
| ---------------- | ----------------- | --- |
| Zlatá medaile    | HC Olomouc        | Brankáři: Pavel Cagaš, Ladislav Blažek, Zdeněk Nejtek Obránci: Aleš Flašar, Jiří Kuntoš, Jaromír Látal, Josef Řezníček, Tomáš Brejník, Richard Brown, Petr Tejkl Útočníci: Martin Smeták, Jiří Dopita, Michal Slavík, Igor Čikl, Michal Konečný, Pavel Nohel, Miroslav Chalánek, Zdeněk Eichenmann, Milan Navrátil, Aleš Pavlík, Michal Černý, Radek Haman, Jan Vavrečka Trenéři Jiří Matějů • Lubomír Fišer • později Josef Augusta • Miloš Říha a Jaromír Přecechtěl.                                                                                  |
| Stříbrná medaile | HC Pardubice      | Brankáři: Radovan Biegl, Dušan Salfický, Jiří Zikmund Obránci: Petr Jančařík, Jiří Malinský, Jan Filip, Vladimír Kapulovskij, Jaroslav Špelda, Pavel Říčař, Petr Pavlas, Radek Měsíček, Jan Kutílek, Pavel Brdíčko, Aleš Píša Útočníci: Jiří Šejba, Richard Král, Marek Zadina, Tomáš Blažek, David Pospíšil, Stanislav Procházka, Ladislav Lubina, Milan Hejduk, Milan Filipi, Martin Slabý, Martin Filip, Robert Vršanský, Tomáš Bartoška, Patrik Weber, Martin Sekera, Igor Rasko, Jiří Provazník, Jiří Jiroutek Trenéři Zdeněk Uher a Antonín Slavík |
| Bronzová medaile | Poldi SONP Kladno | Brankáři: Jaroslav Kameš, Martin Chlad, Tomáš Vokoun Obránci: František Kaberle ml., Libor Procházka, Jiří Veber, Jan Kruliš, Otakar Černý, Petr Kuda, Dušan Sikela, Martin Ančička Útočníci: Otakar Vejvoda ml., Pavel Patera, Martin Procházka, David Čermák, Josef Zajíc, Tomáš Mikolášek, Radek Gardoň, Jiří Beránek, Milan Ruchař, Petr Ton, Patrik Eliáš, Hirojuki Murakami (Japonsko), Miloš Kajer, Jiří Kameš, Jaromír Carvan Trenéři Jan Neliba a Zdeněk Müller                                                                                 |

## Rozhodčí

### Hlavní
- Všichni

- Jiří Balej
- Petr Bolina
- Oldřich Brada
- Tomáš Fietko
- Ondřej Fraňo (od 25. kola)
- Ivo Haber
- Martin Homola (od 33. kola)
- Ivo Kuba
- Tomáš Machač
- Dalibor Pasker
- František Rejthar
- Ladislav Vokurka

### Čároví
- Všichni

- Miloš Bádal – Roman Pouzar
- Stanislav Barvíř – Jiří Pešan
- Jaromír Brázdil - Pavel Halas
- Jaromír Brunclík – Ladislav Rouspetr
- Vilém Cambal – Michal Unzeitig
- Miroslav Dvořák - Radovan Křivský
- Alexandr Fedoročko – Jan Padevět
- Ondřej Fraňo (do 22. kola) – Pavel Sirotek
- Roman Frühauf – Tomáš Průcha
- Josef Furmánek - Miroslav Lipina
- Milan Kolísek – Václav Český
- Libor Šembera- Zdeněk Novák